# Joaquim Carvalho (cyclisme)
Pour les articles homonymes, voir Joaquim Carvalho et Carvalho.
Joaquim Carvalho (né le 13 août 1953 à Mora) est un coureur cycliste portugais.

## Palmarès
- 1976
  - Circuit de Malveira
  - 6ea étape du Tour du Portugal
- 1977
  - 7eb étape du Tour du Portugal
- 1981
  - 2ea étape du Tour du Portugal (contre-la-montre par équipes)
- 1983
  - Circuit de Malveira
- 1984
  - 6e étape du Tour de l'Algarve
  - 4e étape du Tour de l'Alentejo

## Résultats sur les grands tours

### Tour de France
1 participation 
- 1975 : abandon